# Nguyễn Biểu
Nguyễn Biểu (chữ Hán: 阮表, ? - 1413), là tướng nhà Hậu Trần trong lịch sử Việt Nam, quê ở quê làng Bình Hồ, huyện La Sơn, trấn Nghệ An (nay thuộc xã Yên Hồ, Đức Thọ, Hà Tĩnh).

## Cuộc đời sự nghiệp
Ông đỗ Thái học sinh (Tiến sĩ) cuối thời Trần, làm quan đến chức Điện Tiền Thái sử (Ngự Sử) . Khi quân nhà Minh xâm lược Đại Ngu, ông đã phò vua Trùng Quang Đế tổ chức cuộc kháng chiến.
Năm 1413, quân Minh đánh vào Nghệ An, Trùng Quang Đế chạy vào Hóa Châu, sai ông đi sứ giảng hoà, gặp Trương Phụ xin cầu phong, thực hiện kế hoãn binh, kéo dài thời gian để cho Đặng Dung và Nguyễn Cảnh Dị xây dựng binh lực. Trương Phụ tiếp sứ thần rất khinh bạc, ngạo mạn, sai quân dọn ra một mâm cỗ chỉ có một cái đầu người luộc chín, ép Nguyễn Biểu ăn để thị oai .
Nguyễn Biểu ung dung ngồi vào mâm, nói rằng: "Mấy thuở được ăn thịt người phương Bắc (người Tàu)!", lấy đũa khoét đôi mắt, chấm muối ăn. Vừa ăn, vừa ngâm bài thơ Cỗ đầu người : 
Ngọc thiện trân tu  đã đủ mùi
Gia hào thêm có cỗ đầu người
Nem cuông chả phượng  còn thua béo
Thịt gụ gan lân cũng kém tươi
Ca lối lộc minh so cũng một
Đọ bề vàng sắt bội hơn mười
Kia kìa ngon ngọt tày vai lợn
Tráng sĩ như Phàn tiếng để đời
Trương Phụ cũng phải kính phục, toan tha cho ông về. Hàng tướng là Phan Liêu lúc ấy tâu với Trương Phụ rằng Nguyễn Biểu nói: "Năng sảm nhân đầu, năng sảm Phụ" (Có khả năng nuốt được cỗ đầu người, tất cũng có khả năng nuốt tươi được Trương Phụ). Trương Phụ giận lắm, đưa câu ấy ra bắt ông phải đối lại. Đối được mới cho về, không đối được thì chém. Nguyễn Biểu đối lại rằng: "Hựu tồn ngô thiệt, hựu tồn Trần" (Còn ba tấc lưỡi của ta, nhà Trần vẫn còn). Trương Phụ giận lắm, đổi ý không tha nữa, lại sai cắt lưỡi của ông. Kế đó, Trương Phụ sai trói ông vào chân cầu, để cho nước thủy triều lên cao dìm chết. Tương truyền ở dưới chân cầu ông dùng móng tay vạch vào thân cầu tám chữ: "Thất nguyệt, thập nhất nhật Nguyễn Biểu tử" (Nguyễn Biểu tử tiết ngày 11 tháng 7). 

## Tưởng nhớ
Từ năm 1941, tác giả Hoàng Xuân Hãn đã công bố trong Khai trí tiến đức, tập san số 2 và 3, mấy bài thơ Nôm đời Hậu-Trần được gom trong Nghĩa sĩ truyện: một bài của vua Trùng Quang (1409-1413) tặng Nguyễn Biểu khi lĩnh mạng đi sứ, bài họa lại và sau đó là bài thơ bữa tiệc "đầu người" của Nguyễn Biểu khi bị giặc làm áp lực, bài tế Nguyễn Biểu của vua Trùng Quang và bài tụng chí khí của Nguyễn Biểu do sư chùa Yên Quốc.
Nhân dân miền Nghệ An - Hà Tĩnh lập miếu thờ, suy tôn ông là Nghĩa vương. Các triều đại sau cũng đều truy phong ông làm Phúc thần.
Nguyễn Biểu mãi mãi được các thế hệ mai sau ngợi ca cùng câu đối ghi ở đền Nghĩa Liệt:
"Tồn Trần kính tiết Thành sơn thạch. Mạ tặc dư thanh Lam thủy ba".
(Tiết cứng phò Trần đá Nghĩa Liệt. Tiếng vang mắng giặc sóng Lam Giang).

### Đền thờ Nguyễn Biểu
Vua Lê Thái Tổ sau khi chiến thắng quân Minh đã cho lập đền thờ ông ở Nội Diên (hiện nay tại xã Yên Hồ, huyện Đức Thọ) phong là Nghĩa Liệt Hiển ứng Uy Linh Trợ Thuận đại vương - tức Nghĩa sỹ Đại Vương. Đến đời vua Lê Thánh Tông sai lập miếu thờ Nghĩa sĩ ở Bình Hồ. Đến cuối thế kỷ 18 đền bị cháy, sau cơn binh lửa vua Gia Long lại có sắc phong.
Năm 1869, nhân dân trùng tu lại đền.
Năm 1968, đền bị bom Mỹ phá hủy khu Hạ điện, Trung điện bị bay hết ngói. Kẻ gian một vài lần đã lấy trộm một số đồ thờ, đặc biệt trong đó có hai bức tượng gỗ.
Đền Nguyễn Biểu đã được nhà nước công nhận là di tích lịch sử cấp quốc gia năm 1991. Đền được tu sửa nhỏ nhiều lần. Năm 2007 được nhà nước cho trùng tu nhà Trung điện.